# Quản lý tiền túi

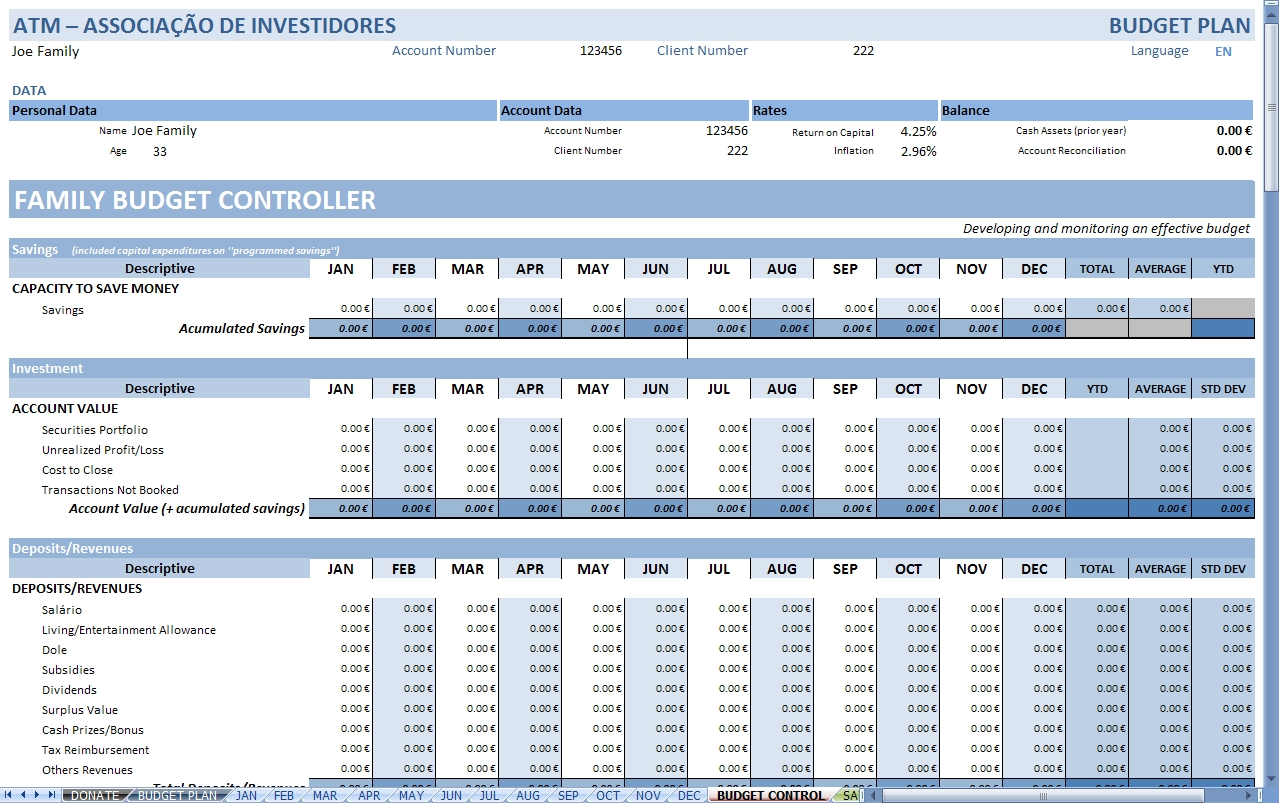
Một bản quản lý tiền túi

Quản lý tiền túi (hay túi tiền hoặc hầu bao) trong kinh tế học gọi đầy đủ là ngân quỹ cá nhân (Personal budget/tiền túi) chỉ về ngân sách của một người hay ngân sách hộ gia đình (Household budget) ngân sách của một hoặc nhiều người sống trong cùng nơi ở là kế hoạch điều phối nguồn lực (thu nhập cá nhân) để cân đối, bù đắp chi phí của một cá nhân hoặc hộ gia đình. (tương ứng với kế hoạch tài chính cá nhân). Hầu bao cá nhân thường được dành dụm, chắt chiu để giúp một cá nhân hoặc một hộ gia đình kiểm soát chi tiêu và đạt được các mục tiêu tài chính của họ. Việc lập kế hoạch tiêu xài có thể giúp mọi người cảm thấy kiểm soát tài chính của mình tốt hơn và giúp họ không chi tiêu quá mức (phải móc hầu bao, bỏ tiền túi chi trả) và tiết kiệm tiền dễ dàng hơn. Những người biết quản lý tiền của mình ít có khả năng mắc các khoản nợ lớn (tiền khô cháy túi) và có nhiều khả năng có cuộc sống về hưu thoải mái và sẵn sàng cho những trường hợp khẩn cấp.

## Phương pháp

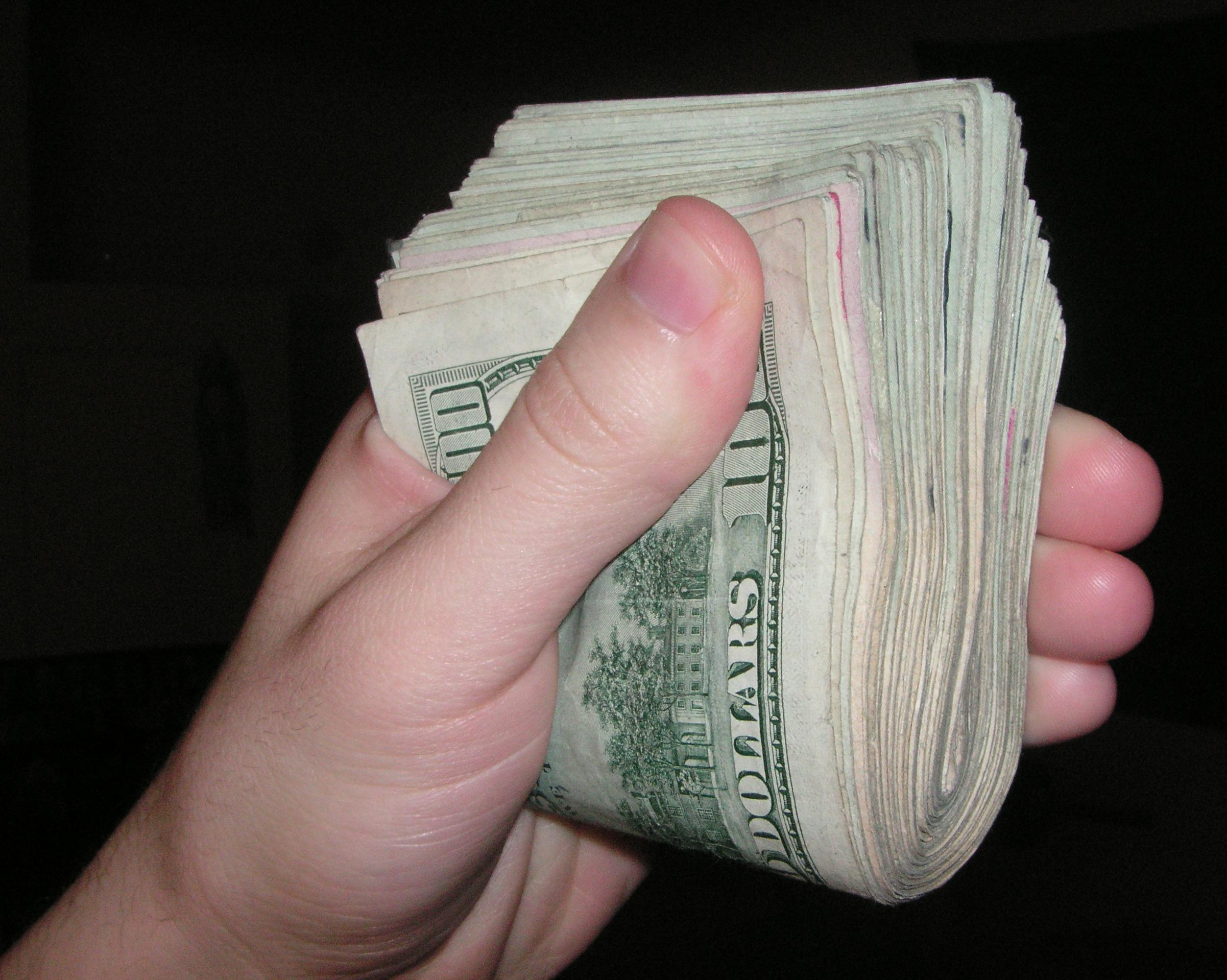
Quản lý túi tiền hiệu quả bằng phương pháp kiểm soát chi tiêu để dành dụm tiền dự phòng, hình thức cơ bản nhất là gửi tiết kiệm ngân hàng (sổ tiết kiệm)

Trong hình thức cơ bản nhất của việc tạo quỹ dành dụm tiết kiệm, một người cần tính toán thu nhập ròng, theo dõi chi tiêu của họ trong một khoảng thời gian nhất định, đặt mục tiêu dựa trên thông tin đã thu thập trước đó, lập kế hoạch để đạt được những mục tiêu này và điều chỉnh chi tiêu của họ dựa trên kế hoạch. Có nhiều phương pháp lập ngân sách để giúp người dân thực hiện điều này. Phương pháp này bao gồm việc đánh giá tình hình tài chính của một người, đặt ra các mục tiêu tài chính thực tế, phân bổ thu nhập, theo dõi chi tiêu và điều chỉnh chi tiêu, đồng thời thường xuyên xem xét và điều chỉnh tài khóa. Những bước này có thể giúp các cá nhân kiểm soát tài chính tốt hơn và đạt được các mục tiêu tài chính của mình. Ngày nay, một số phần mềm và ứng dụng di động quản lý tài chính cá nhân đã được phát triển để giúp mọi người quản lý túi tiền của họ. Một số trong số chúng có thể được sử dụng để lập ngân sách và theo dõi chi phí, một số khác chủ yếu cho danh mục đầu tư của một người, có cả tùy chọn miễn phí và trả phí.
Phương pháp bỏ phong bì (lập sổ chi tiêu bằng tiền mặt): Đối với phương pháp này, mọi người cần sử dụng tiền mặt thay vì Thẻ ghi nợ hoặc thẻ tín dụng. Họ cần phân bổ thu nhập ròng của mình thành các danh mục (ví dụ: cửa hàng tạp hóa), rút tiền mặt được phân bổ cho từng danh mục chi tiêu và bỏ chúng riêng vào từng phong bì. Bất cứ khi nào họ muốn mua một thứ gì đó thuộc một trong các hạng mục chi, họ chỉ cần lấy phong bì được chỉ định để không thể chi tiêu quá mức. Phương thức gửi tiết kiệm phụ: Phương pháp này là một biến tấu của ngân quỹ chi trả đầu tiên cho chính bạn, trong đó mọi người tạo nhiều tài khoản tiết kiệm, mỗi mục tiêu cho một mục tiêu cụ thể (chẳng hạn như một kỳ nghỉ hoặc một chiếc ô tô mới) và mỗi mục tiêu có một số tiền cần đạt được mục tiêu đó vào một ngày cụ thể. Sau đó, họ chia số tiền cần thiết theo dòng thời gian để tính toán số tiền họ nên tiết kiệm mỗi tháng.
Với cách thức "Quy tắc chi tiêu: 50/30/20" là một kế hoạch đơn giản giúp sắp xếp các chi phí cá nhân thành ba loại: "nhu cầu" (những nhu cầu cơ bản), "mong muốn" và tiết kiệm. Sau đó, 50% thu nhập ròng của một người sẽ dành cho việc đáp ứng nhu cầu, 30% dành cho việc thõa mãn mong muốn và 20% dành cho dành dụm tiết kiệm. Thanh toán cho mình theo phương pháp đầu tiên (Quy tắc 80/20): Trong việc chi trả cho bản thân ngân sách đầu tiên, trước tiên mọi người phải tiết kiệm ít nhất 20% thu nhập ròng của mình và sau đó thoải mái chi tiêu 80% còn lại. Họ cũng có thể chọn ngân sách 70/30, 60/40 hoặc 50/50 để tiết kiệm nhiều hơn. Phần quan trọng nhất của phương pháp này là tách tiền tiết kiệm của bạn ra trước khi chi tiêu vào bất cứ thứ gì khác. Trong phương pháp lập ngân sách dựa trên số 0, tất cả thu nhập ròng của một người phải được phân bổ trước khi chi tiêu. Lập ngân sách dựa trên số 0 không bao gồm việc chia thu nhập thành các loại chi phí khác nhau, đảm bảo rằng tất cả các khoản tiền đều được giao cho một mục đích và vào cuối tháng sẽ có số dư bằng không trong ngân quỹ.